# Pouzarella
Pouzarella är ett släkte av svampar. Pouzarella ingår i familjen Entolomataceae, ordningen Agaricales, klassen Agaricomycetes, divisionen basidiesvampar och riket svampar.
|            | Entoloma                            |
|            |                                     |
|            | Leptonia                            |
|            |                                     |
|            | Eccilia                             |
|            |                                     |
|            | Clitopilus                          |
|            |                                     |
| Pouzarella | \| \| Pouzarella minuta \| \| \| \| |
|            | \| \| Pouzarella minuta \| \| \| \| |
|            | Pouzaromyces                        |
|            |                                     |
|            | Rhodocybe                           |
|            |                                     |
|            | Richoniella                         |
|            |                                     |
|            | Rhodogaster                         |
|            |                                     |
|            | Calliderma                          |
|            |                                     |
|            | Rhodocybella                        |
|            |                                     |
|            | Pouzarella minuta                   |
|            |                                     |

|  | Pouzarella minuta |
|  |                   |